# Erzbistum Galveston-Houston
Das Erzbistum Galveston-Houston (lat.: Archidioecesis Galvestoniensis Houstoniensis) ist eine in den Vereinigten Staaten gelegene römisch-katholische Erzdiözese mit Sitz in Galveston, Texas.

## Geschichte

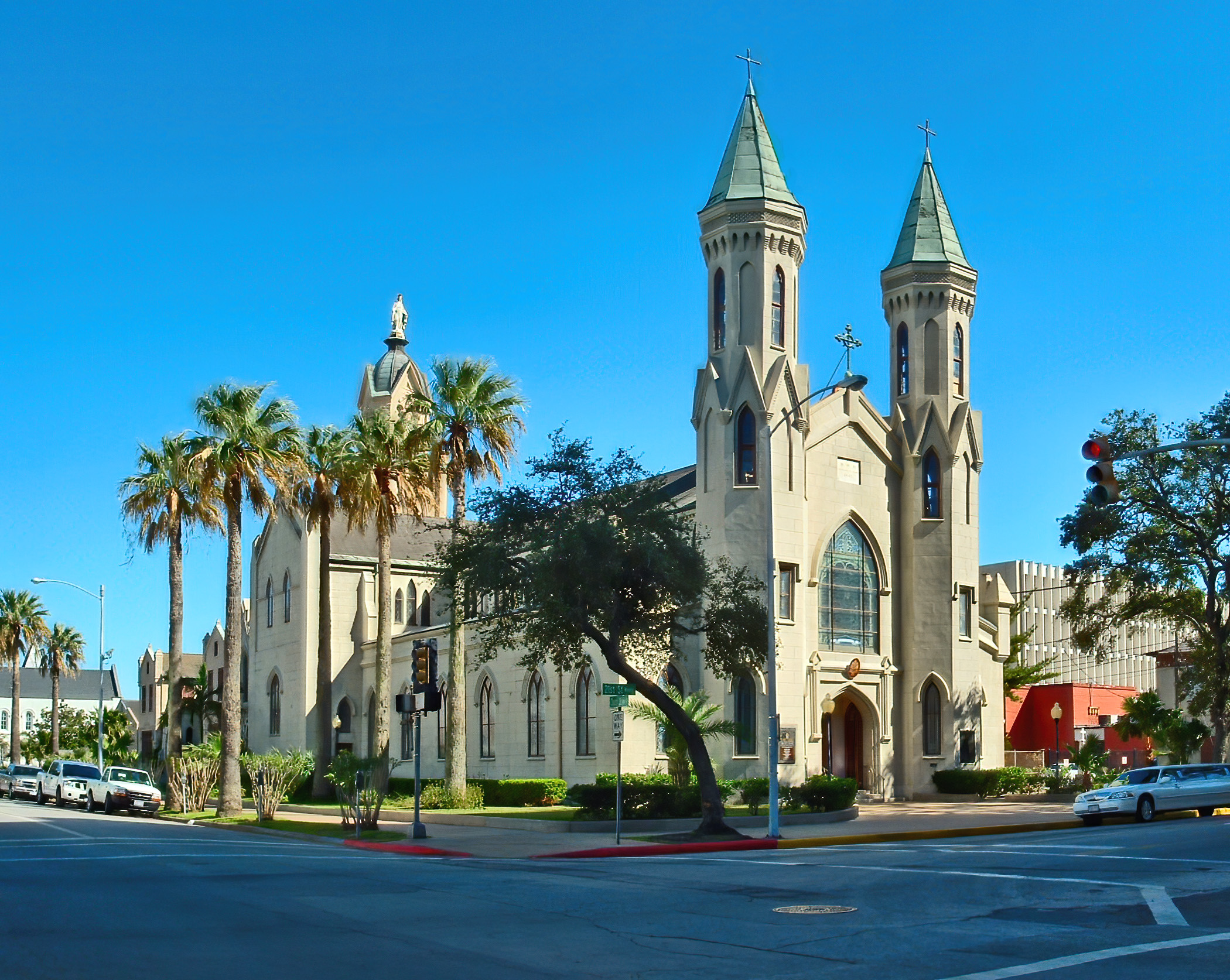
St. Mary’s Cathedral Basilica in Galveston

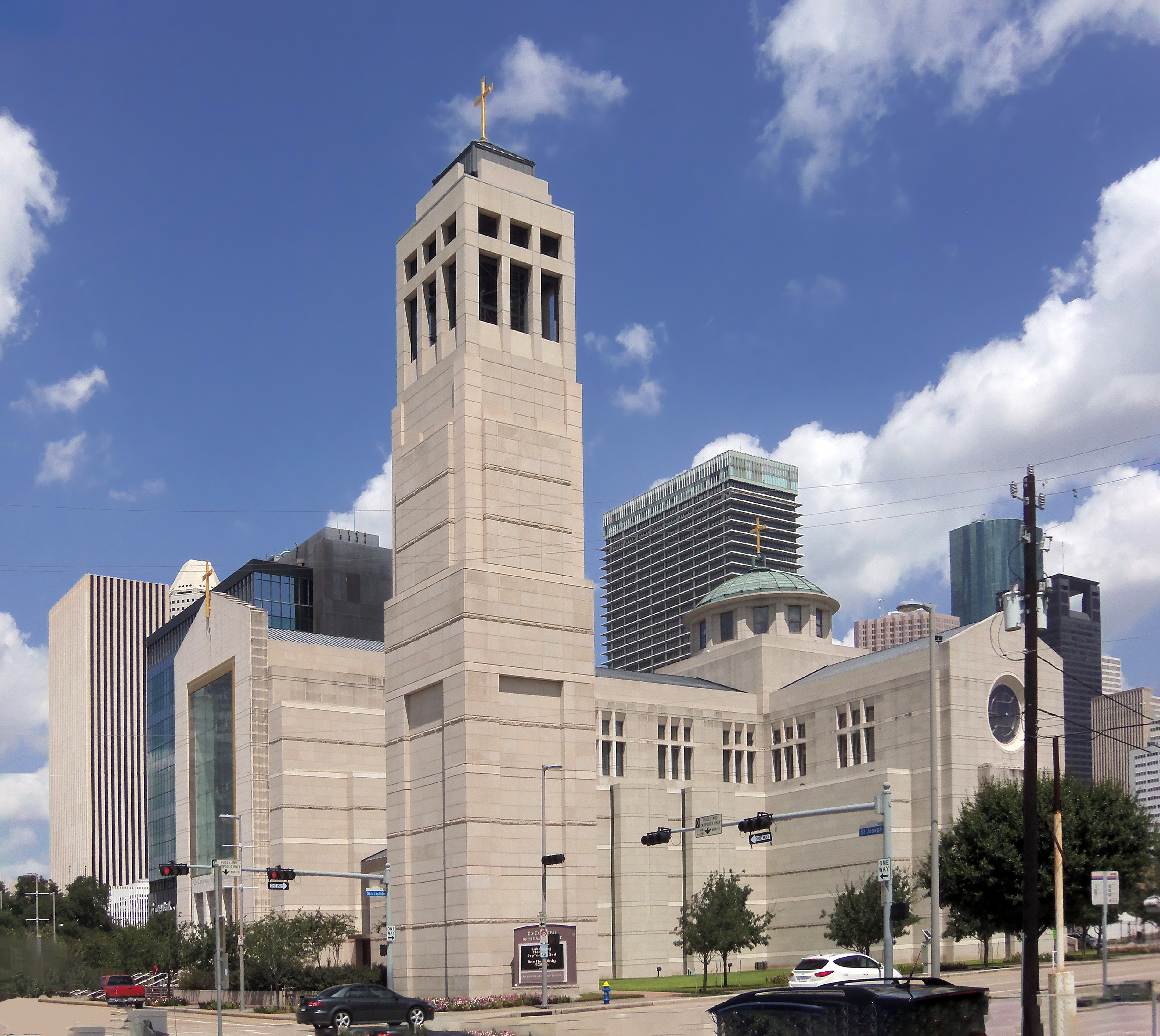
Co-Cathedral of the Sacred Heart in Houston

Das Erzbistum Galveston-Houston wurde 1839 durch Papst Gregor XVI. aus Gebietsabtretungen des Bistums Linares o Nuevo León als Apostolische Präfektur Texas errichtet. Am 10. Juli 1841 wurde die Apostolische Präfektur Texas durch Gregor XVI. zum Apostolischen Vikariat erhoben.
Das Apostolische Vikariat Texas wurde am 4. Mai 1847 durch Papst Pius IX. zum Bistum erhoben und in Bistum Galveston umbenannt. Am 19. Juli 1850 wurde das Bistum Galveston dem Erzbistum New Orleans als Suffraganbistum unterstellt. Das Bistum Galveston gab am 28. August 1874 Teile seines Territoriums zur Gründung des Bistums San Antonio und des Apostolischen Vikariates Brownsville ab. Eine weitere Gebietsabtretung erfolgte am 15. Juli 1890 zur Gründung des Bistums Dallas. Am 3. August 1926 wurde das Bistum Galveston dem Erzbistum San Antonio als Suffraganbistum unterstellt. Das Bistum Galveston gab am 15. November 1947 Teile seines Territoriums zur Gründung des Bistums Austin ab.
Am 25. Juli 1959 wurde das Bistum Galveston in Bistum Galveston-Houston umbenannt. Das Bistum Galveston-Houston gab am 25. Juni 1966 Teile seines Territoriums zur Gründung des Bistums Beaumont ab. Weitere Gebietsabtretungen erfolgten am 13. April 1982 zur Gründung des Bistums Victoria in Texas und am 12. Dezember 1986 zur Gründung des Bistums Tyler.
Am 29. Dezember 2004 wurde das Bistum Galveston-Houston durch Papst Johannes Paul II. mit der Apostolischen Konstitution Cum pacis zum Erzbistum erhoben. Dem Erzbistum Galveston-Houston wurden die Bistümer Austin, Beaumont, Brownsville, Corpus Christi, Tyler und Victoria in Texas als Suffraganbistümer unterstellt.

## Territorium
Das Erzbistum Galveston-Houston umfasst die im Bundesstaat Texas gelegenen Gebiete Austin County, Brazoria County, Fort Bend County, Galveston County, Grimes County, Harris County, Montgomery County, San Jacinto County, Walker County und Waller County.

## Ordinarien

### Apostolische Präfekten von Texas
- John Timon CM, 1840–1841

### Apostolische Vikare von Texas
- John Timon CM, 1841–1847, dann Bischof von Buffalo

### Bischöfe von Galveston
- Jean Marie Odin CM, 1847–1861, dann Erzbischof von New Orleans
- Claude-Marie Dubuis, 1862–1892
- Nicholas Aloysius Gallagher, 1892–1918
- Christopher Edward Byrne, 1918–1950
- Wendelin Joseph Nold, 1950–1959

### Bischöfe von Galveston-Houston
- Wendelin Joseph Nold, 1959–1975
- John Louis Morkovsky, 1975–1984
- Joseph Anthony Fiorenza, 1984–2004

### Erzbischöfe von Galveston-Houston
- Joseph Anthony Fiorenza, 2004–2006
- Daniel Kardinal DiNardo, 2006–2025
- Joe Steve Vásquez, seit 2025